# دهستان هالیالا (۱۹۹۱)
دهستان هالیالا (به لاتین: Haljala Parish) یک دهستان در استونی بود که در شهرستان لنه-ویرو واقع شده‌بود.

## خصوصیات
دهستان هالیالا ۱۸۳٫۰۲ کیلومترمربع مساحت و ۲٬۸۵۸ نفر جمعیت داشت.